# Datenzentrale Baden-Württemberg

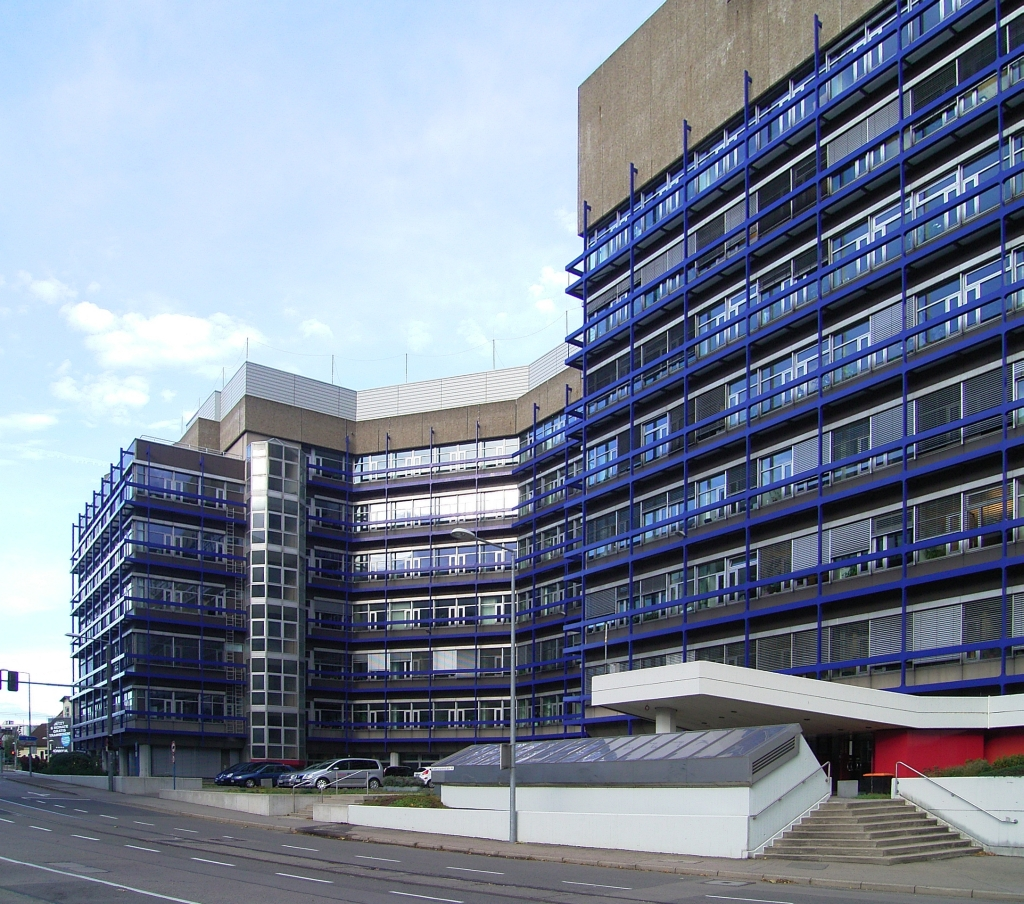
Datenzentrale Baden-Württemberg in Stuttgart

Die Datenzentrale Baden-Württemberg (DZBW) war ein 1971 gegründetes Softwareentwicklungs- und Beratungsunternehmen für die öffentliche Verwaltung in der Rechtsform einer Anstalt des öffentlichen Rechts. Der Unternehmenssitz war in Stuttgart. Zum 1. Juli 2018 fusionierten die Datenzentrale Baden-Württemberg und die Rechenzentren KIVBF, KIRU und KDRS zu einem gemeinsamen kommunalen IT-Dienstleister mit der Bezeichnung Komm.ONE.

## Gründung, Unternehmensform und Aufgaben
Die DZBW wurde 1971 mit dem Auftrag gegründet, landeseinheitliche Datenverarbeitungs-Verfahren für die baden-württembergischen Kommunen zu entwickeln. Seit den 1990er-Jahren war das Unternehmen bundesweit tätig. Der Schwerpunkt der DZBW lag in der Entwicklung und dauerhaften Pflege von Standardsoftware. Dienstleistungen unterstützten den anwenderorientierten Einsatz der Software-Lösungen.
Die Rechtsaufsicht der Datenzentrale lag beim Innenministerium Baden-Württemberg. Die DZBW war Teil des kommunalen DV-Verbunds in Baden-Württemberg, gemeinsam mit den drei Regionalen Rechenzentren Kommunale Informationsverarbeitung Reutlingen-Ulm (KIRU), Kommunale Informationsverarbeitung Baden-Franken (KIVBF) und Kommunale Datenverarbeitung Region Stuttgart (KDRS). Die Zusammenarbeit zwischen Rechenzentren und DZBW war im baden-württembergischen Gesetz über die Zusammenarbeit bei der automatisierten Datenverarbeitung (ADVZG) geregelt.
Daneben wurde 1998 die DZ Entwicklungs- und Vertriebs-GmbH (DZ EVG) gegründet, die den Vertrieb der DZ-Produkte außerhalb von Baden-Württemberg übernahm.

## Produkte
Mit ihren Kommunalmaster®-Produkten deckte die DZBW eine breite Palette kommunaler Anwendungsbereiche ab. Die Softwarelösungen reichten vom Finanz- und Personalmanagement über E-Government, Einwohner- und Kfz-Wesen bis hin zu Gewerberegister, Ausländerwesen und Schulen sowie Anwendungen für den Umweltbereich.
Fast alle der Städte und Gemeinden Baden-Württembergs setzten eine oder mehrere Softwareentwicklungen der DZBW ein. Neben kommunaler Software entwickelte die DZBW auch Software für Länder und den Bund. Sie zählte zu den Marktführern für kommunale Anwendungssoftware und war bundesweit einer der größten SAP-Partner im öffentlichen Sektor. Die strategische Entwicklungsplattform der DZBW basierte auf 2 Säulen: Java-SEU und SAP-Technologie.

## Fusion 2018
Nach entsprechender Änderung des ADV-Zusammenarbeitsgesetzes im Februar 2018 fusionierten Datenzentrale und die Rechenzentren KIVBF, KIRU und KDRS am 1. Juli 2018 zu einem gemeinsamen kommunalen IT-Dienstleister mit der Bezeichnung Komm.ONE, einer rechtsfähigen Anstalt des öffentlichen Rechts mit Sitz in Stuttgart. Träger der Komm.ONE sind die Zweckverbände des kommunalen DV-Verbunds und das Land Baden-Württemberg.